# Briania fruticetum
Briania fruticetum är en svampart som beskrevs av D.R. Reynolds 1989. Briania fruticetum ingår i släktet Briania och familjen Meliolinaceae.   Inga underarter finns listade i Catalogue of Life.